# Zhouxi, Jiangxi
Zhouxi är en köpinghuvudort i Kina. Den ligger i provinsen Jiangxi, i den sydöstra delen av landet, omkring 74 kilometer nordost om provinshuvudstaden Nanchang. Antalet invånare är 43 849. Befolkningen består av 21 639 kvinnor och 22 210 män. Barn under 15 år utgör 24,0 %, vuxna 15-64 år 68 %, och äldre över 65 år 6,0 %.
Runt Zhouxi är det ganska tätbefolkat, med 248 invånare per kvadratkilometer. Närmaste större samhälle är Tutang, 19,8 km norr om Zhouxi. 
Genomsnittlig årsnederbörd är 2 294 millimeter. Den regnigaste månaden är maj, med i genomsnitt 338 mm nederbörd, och den torraste är januari, med 74 mm nederbörd.